# Абу Али аль-Джуббаи
Абу́ Али́ Муха́ммад ибн Абду́л-Вахха́б аль-Джубба́и (араб. أبو على محمد الجبائي‎; 850, Джубба, Хузестан—915) — глава басрийских мутазилитов, отчим и учитель Абу-ль-Хасана аль-Ашари.

## Биография
Аль-Джуббаи родился в 850 году в Джуббе (Хузестан). Он учился в Басре под руководством лидера мутазилитской богословской школы Абу Якуба аш-Шаххама. После смерти аш-Шаххама в 880 году аль-Джуббаи стал лидером мутазилитов.
Сочинения аль-Джуббаи не сохранились. Он добавил в мутазилитскую традицию концепцию извечности (кидам) Бога как его реальной сущности (хакикат). Подобно мурджиитам, аль-Джуббаи различал религиозные квалификации (асма ад-дин) и квалификации языковые (асма аль-луга). Аль-Джуббаи утверждал, что мусульманина, совершившего тяжкий грех (кабира) с точки зрения языка можно считать верующим, а с точки зрения религии он находится в промежуточном состоянии (аль-манзила байна аль-манзилатайн) между верующим и неверующим. В вопросе предопределения (кадар) он был одним из немногих мутазилитов, принявших концепцию касба в том виде, в котором её разработал Абу Якуб аш-Шаххам.